# Klaus Snellman
Klaus Kristian Snellman, född 20 mars 1924 i Helsingfors, död där 25 juni 2003, var en finländsk diplomat.
Snellman blev politices magister 1951. Uppvuxen i en diplomatfamilj trädde han i utrikesförvaltningens tjänst 1952. Han kom att tjänstgöra i 14 länder, varav 9 som beskickningschef eller sidoackrediterad ambassadör. Under senare delen av karriären fick han ofta utveckla relationerna till länder, dit Finlands kontakter dittills hade varit sparsamma. Hans första utlandspostering som attaché var Warszawa och därefter Köpenhamn och Ankara. Han blev 1963 ambassadsekreterare vid FN-beskickningen i Genève och utnämndes 1969 till generalkonsul i San Francisco.
Snellmans första ambassadörspost blev Lima 1976 med sidoackreditering i Ecuador, Bolivia, Colombia och Venezuela. År 1980 utsågs han till ambassadör i Manila och sidoackrediterad i Burma och Thailand. Efter två år som konsultativ tjänsteman vid utrikesministeriet utnämndes han 1986 till ambassadör i Sofia, där han verkade fram till sin pensionering 1990.